# Roncus caralitanus
Espèce
Roncus caralitanus est une espèce de pseudoscorpions de la famille des Neobisiidae.

## Distribution
Cette espèce est endémique de Sardaigne en Italie,. Elle se rencontre vers Quartu Sant'Elena.

## Publication originale
- Gardini, 1981 : Roncus caralitanus n. sp. della Sardegna meridionale (Pseudoscorpionida Neobisiidae) (Pseudoscorpioni d'Italia XIII). Bollettino della Società Entomologica Italiana, vol. 113, p. 129-135.